# Герберт Бауер
Герберт Бауер (нім. Herbert Bauer; 16 квітня 1919, Інсбрук, Австрія — 24 березня 1997, Буенос-Айрес, Аргентина) — німецький льотчик-ас штурмової авіації австрійського походження, майор люфтваффе. Кавалер Лицарського хреста Залізного хреста з дубовим листям.

## Біографія
Закінчив училище штурмової авіації. Учасник Польської та Французької кампаній. В 1941 році призначений командиром 3-ї ескадрильї 2-ї ескадри пікіруючих бомбардувальників «Іммельманн». Близький друг Ганса-Ульріха Руделя. Учасник Німецько-радянської війни, в тому числі нальотів на кораблі радянського ВМФ у Кронштадті. У вересні 1941 року був важко поранений осколком зенітного снаряда в обличчя. 3 травня 1944 року здійснив свій 1000-й бойовий виліт. В червні-листопаді 1944 року командував 2-ю групою 103-ї ескадри підтримки сухопутних військ. З 7 листопада 1944 року — командир 1-ї групи 2-ї ескадри підтримки сухопутних військ і залишався на цій посаді до кінця війни. Всього за час бойових дій здійснив 1300 бойових вильотів, у ході яких знищив в тому числі 51 танк і збив 11 літаків. В 1946 році разом з Руделем поїхав в Італію, а в червні 1948 року — в Аргентину, де згодом успішно займався бізнесом.

## Звання
- Льотчик (1939)
- Єфрейтор (1939)
- Унтерофіцер (1940)
- Лейтенант (2 червня 1941)
- Оберлейтенант (1942)
- Гауптман (1 травня 1944)
- Майор (1 березня 1945)

## Нагороди
- Нагрудний знак пілота
- Залізний хрест
  - 2-го класу (20 липня 1941)
  - 1-го класу (30 липня 1941)
- Почесний Кубок Люфтваффе (8 грудня 1941)
- Німецький хрест в золоті (27 березня 1942)
- Лицарський хрест Залізного хреста з дубовим листям
  - лицарський хрест (31 грудня 1943) — за 700 бойових вильотів.
  - дубове листя (№ 618; 30 вересня 1944) — за 1000 бойових вильотів.
- Нагрудний знак «За поранення» в золоті
- Авіаційна планка бомбардувальника в золоті з підвіскою «1300»